# Dactylobiotus haplonyx
Dactylobiotus haplonyx är en djurart som tillhör fylumet trögkrypare, och som beskrevs av Walter Maucci 1981. Dactylobiotus haplonyx ingår i släktet Dactylobiotus och familjen Macrobiotidae. Inga underarter finns listade i Catalogue of Life.